# Oil and Natural Gas Corporation
Oil and Natural Gas Corporation Limited (ONGC) er et indisk olie- og gasselskab, der er ejet af den indiske stat under ministeriet for olie- og naturgas. Virksomheden har hovedkvarter i New Delhi. ONGC blev etableret 14. august 1956 af den indiske stat. Det er Indiens største olie- og gasselskab, der producerer 70 % af Indiens råolie og 84 % af Indiens naturgas. Aktivisterne inkluderer efterforskning, produktion, olierørledninger, olieraffinering, osv.